# Pocket Mortys
Pocket Mortys — мобильная игра по мультсериалу «Рик и Морти», основанная на серии видеоигр Pokémon. Вышла 13 января 2016 года. Pocket Mortys представила сетевой мультиплеер. Разработчик: Big Pixel Studios, издатель: [adult swim] games

## Сюжет
На протяжении всей игры игрок управляет Риком. Игра начинается в гараже Рика, когда таинственный Рик входит через портал и бросает вызов игроку. После победы над ним, игрок должен войти в портал, который доставит их в Цитадель Риков, где его портальная пушка конфискуется. Чтобы получить её обратно, игрок должен победить шесть Риков из совета. Чтобы сразиться с ними, игрок должен сначала сразиться с Риками из других измерений и получить их значки. После того, как игрок побеждает их, последний член Совета оказывается заменен таинственным Риком, который захватил весь совет. После того, как игрок победит его, у них будет цель поймать (захватить) каждый тип Морти.

## Концепция
Концепция игры была взята из популярной франшизы «покемоны» . Цель игры — собирать Морти, сражаться с другими и зарабатывать значки.

### Значки
Значки присуждаются за победу над Риками и являются основным показателем прогресса в игре. Они нужны для борьбы с членами Совета Риков. Вы можете заработать столько значков, сколько хотите, учитывая, что вы не ограничены от повторного входа в портал после достижения необходимого количества значков для завершения игры.

### Приют Морти
Максимум пять Морти могут следовать за Риком в любое время. Любые другие Морти в распоряжении игрока будут храниться в приюте для Морти. Здесь Морти, которые являются одинаковыми (например, две неряхи Морти) могут быть объединены. Это «эволюционирует» их в новую версию (например, грязнуля Морти). Уровень нового Морти будет определяться уровнями двух Морти вместе взятых.
В игру приют Морти был добавлен в обновлении 1.6. Три лагеря доступны:
Уровень 10 + награды ~350 XP и длится 24 часа
Уровень 25 + награды ~2000 XP и длится 48 часов
Уровень 50 + награды ~7000 XP и длится 72 часа

### Игры Морти
Игры Морти являются расширением в игре с обновлением 1.4. Игры Морти добавляет историю в игру через серию боевых событий. В конце каждого события, один из призов является Морти недоступный в другом месте в игре.

## Мультиплеер
9 мая 2017 года Pocket Mortys твиттер объявил, что они открывают бета-тестирование мультиплеера для первых 5000 человек, которые используют Android.5 июля 2017 года мультиплеер официально был внесён в игру на всех оперативных системах с версией 2.0.
В мультиплеере пользователи создают имена пользователей, имеют выбор аватаров тренера и начинают с выбора трех разных Mortys, отдельно от кампании. Уровни игрока могут быть разделены путем транспортировки в разные миры для дальнейших задач.
В рамках 3-го сезона Рика и Морти еженедельные обновления будут совпадать с новыми эпизодами, в том числе с новыми аватарами для игроков, хотя первый из них выйдет 23 июля.

## Персонажи
Морти делятся на три категории: «камень», «бумага» и «ножницы». Камень имеет преимущество перед ножницами, ножницы над бумагой и бумага над камнем. Который основан на ручной игре с нулевой суммой камень-ножницы-бумага. Есть только три исключения, которые не классифицируются ни в одном типе: Морти (тот, с которого начинается игрок), Мортиция и Кроненберг Морти.
Помимо главного Совета Риков, другие Рики составляют на локации составляют из себя мини босса. И пока последний член Совета не будет избит, единственный способ вернуться в Цитадель-победить лидера локации. (Единственный другой способ вернуться — чтобы все Морти в вашей партии были истощены. В этом случае Птичья личность заберёт вас, чтобы привести вас в центр исцеления или воспользоваться курьером Флапом.)
26 октября 2016 года в обновлении 1.7 Pocket Mortys представил «Рик костюмы» пользовательские аватары, которые можно обменять у продавца Рика в качестве игровых аватаров. В конце концов, аватары были распространены и на других персонажей, кроме Рика.

## Квесты
В то время как в Цитадели Риков некоторые NPC появятся с вопросительными знаками над их головами. Если вы поговорите с ними, они сделают расплывчатый запрос на предмет. Затем игрок должен определить, какой предмет хочет NPC, обработать его и дать ему. Квесты переносятся между посещениями альтернативных измерений, и большинство квестов становятся доступными только после того, как игрок получил определенное количество значков.

## Саундтреки
8-битная версия" Goodbye Moonmen " от Fart.
8-битная версия «Head Bent Over» от оригинального Рика и Морти.
8-битная версия «Давай швифтанёмся» от оригинального Рика и Морти.
8-битная версия заставки Рика и Морти от оригинального Рика и Морти.
8-битная версия «Do You Feel It?» от Chaos Chaos.
Гитарный рифф «Посмотрите, помогите» от Мелкого Рика.